# 06:21:03:11 Up Evil
06:21:03:11 Up Evil är ett musikalbum av Front 242, utgivet den 25 maj 1993.

## Låtförteckning
1. "Crapage"
2. "Waste"
3. "Skin"
4. "Motion"
5. "Religion"
6. "Stratoscape"
7. "Hymn"
8. "Fuel"
9. "Melt"
10. "Flag"
11. "Mutilate"